# Västerländsk sufism
Sufi-rörelsen är den synkretistiska rörelse med rötter i islams sufism som Inayat Khan spred till Europa och USA och som har sitt centrum i Genève. Rörelsen präglas av vördnadsfull tystnad och meditation inför sju ljus, som representerar "världsreligionerna" zoroastrism, judendom, kristendom, islam, hinduism, buddhism och konfucianism.  
Sufism är i första hand namnet på islamisk mystik. I början av 1900-talet etablerades Sufi-rörelsen i det kristna Europa genom inlåning av element från den islamiska mystiken. Enligt dess tänkesätt har människan en god och ren innersta natur som hon ska sträva efter att verkliggöra under sin tid på jorden. 
Den västerländska Sufi-rörelsen menar att den bär på en förkunnelse om kärlek, harmoni och skönhet. Anhängarna ser tystnad och meditation som medel för att hjälpa människorna tränga igenom den jagets slöja som hindrar henne att se det ljus och den skönhet som Gud inlagt i skapelsen i allmänhet och i människans verkliga natur i synnerhet. Det är vanligt att anhängarna vid sina andakter tänder ljus för var och en av de stora världsreligionerna och läser ur deras heliga skrifter – något som även kan ske vid den närbesläktade Bahá’í-tron, som också har rötterna i Islam och influerats mycket av dess mystik och betoning av enheten.
Stiftaren av den västerländska Sufi-rörelsen var den indiske musikern Inayat Khan (1882-1927). Khan var ursprungligen medlem av en islamisk sufi-orden.  Då han tyckte sig finna samma grundsanningar uppenbarade i olika religioner utarbetade han en riktning som gjorde det inre sökandet och metoderna för detta överordnat valet av religion. Khan förlade 1910 sin mission till USA och Europa och fick snart troende som bildade grupper i olika städer. Ordnarna sammanfördes år 1923 i Sufi-rörelsen. Den västerländska sufismen kläddes i organisatorisk form år 1923 och fick sitt centrum i Genève i Schweiz. 
Inayat Khan besökte Sverige 1925, och en svensk sufi-grupp kom till stånd. Dessutom har sufismen indirekt påverkat svenskt kulturliv. Diktaren och akademiledamoten Gunnar Ekelöf (1907 – 1968) är liksom målaren Ivan Aguéli (1869 – 1917) två svenska konstnärer som påverkats av delar i den sufiska traditionen, dock inte Inayat Khans "västerländska" variant.